# Pos Kota
Pos Kota – indonezyjski dziennik wydawany w Dżakarcie. Został zapoczątkowany w 1970 roku.
Należy do przedsiębiorstwa PT Media Antarkota Jaya. Według danych ogłoszonych w 2005 roku nakład „Pos Kota” wynosi 600 tys. egzemplarzy.
Istnieje także pokrewny serwis internetowy poskota.co.id (zał. 1999), dostarczający wiadomości z Dżakarty.
W 2012 roku serwis zmienił nazwę na Poskotanews.com, a w 2019 roku został przeniesiony pod wcześniejszą nazwę Poskota.co.id. W 2016 roku wygląd witryny został znacznie odświeżony.